# Hospital Santa Lucía de Alcira
El Hospital Municipal Santa Lucía, de la ciudad valenciana de Alcira, fue un histórico centro hospitalario español, fundado en el siglo XIV. Tras setecientos años de actividad asistencial, fue clausurado en 1997 por la Generalidad Valenciana, siendo sustituido por el actual Hospital de La Ribera.

## Historia
Si bien no se conoce con certeza su fecha exacta de fundación, existe constancia escrita de su existencia desde 1337, en concreto en el testamento de su fundador, Pedro Esplugues, capellán de Su Santidad, canónigo de Lérida y archidiácono de Alcira, y en otros documentos del Archivo municipal de Alcira que recogen la existencia de otros dos hospitales en el municipio, llamados En-Scuder y En-Bossera, y su fusión en el de Santa Lucía, en 1465, por bula del Papa Pablo II. El hospital, destinado principalmente a la atención de pobres y peregrinos, se financiaba en su origen con las rentas de sus fundadores y con donaciones de sus bienhechores, siendo patronos y administradores del mismo los Jurados de la entonces villa de Algezira. Los mismos jurados realizaron campañas de financiación que permitieron al centro disponer de bienes propios y contratar a médicos, farmacéuticos, cirujanos, etcétera durante los siglos XV y XVI.
En el siglo XVII se realizó la construcción de un nuevo edificio para el hospital, en realidad ampliación y mejora del antiguo, por impulso de Juan Guerau, perteneciente a una noble familia de la ciudad, cuya primera piedra fue colocada en 1635. Desde la fundación de Juan Guerau, el hospital fue evolucionando en su funcionamiento, incrementó sus rentas y patrimonio y no dejaron de sucederse las donaciones, si bien su economía se vio afectada a lo largo de los años por guerras y ocupaciones, impuestos reales y trabas legales. No obstante, el hospital continuó funcionando con normalidad y alcanzó tanto renombre como el de la ciudad de Valencia. Sus bienes en 1853 eran muy numerosos y abarcaban doscientas hanegadas de tierra, setenta y tres censos y cartas de gracia, ciento treinta y nueve censos enfiteuticos y veintidós casas de gran valor, disfrute de cuyas rentas le pertenecía.
Tras la Desamortización de Mendizábal, el hospital fue trasladado al antiguo Convento de los capuchinos en 1845.
En 1875 fue encargada la asistencia hospitalaria a la orden de las Hijas de la Caridad de San Vicente de Paul. Durante el período de la guerra civil española fueron sustituidas por personal seglar.
Finalizada la guerra civil española el hospital continuó su labor, principalmente de carácter caritativo y asistencial. En los años 40 ofrecía servicios de traumatología, medicina interna, aparato digestivo, pulmón, corazón y rayos X, obstetricia y ginecología, tisiología-aparato respiratorio, enfermedades de los niños, y cirugía-riñón-vías urinarias. Solo contaba con un quirófano. Es a partir de los años 50 cuando diversos médicos solicitan los servicios del hospital para tratar a sus enfermos privados, con un compromiso de asistencia quirúrgica a los enfermos de beneficencia. El hospital se amplió con un nuevo pabellón y comenzaron a atenderse partos a requerimiento de las clínicas privadas. Llegó a disponer de 112 camas.

## Gobierno y administración
El Hospital Santa Lucía era de propiedad municipal, por lo que desde su fundación estuvo patrocinado primero por los Jurados de la entonces Villa de Algezira y , finalizado el Antiguo régimen, por el Ayuntamiento de Alcira. A partir del siglo XX, bajo patrocinio del Ayuntamiento, una Junta administrativa regía la gobernación del mismo. A mediados de los años 60 se creó también una Junta facultativa. A principio de los años 70 se firmó el concierto con la Seguridad social. Durante esta etapa, el hospital atendió enfermos procedentes de cuarenta municipios de la provincia de Valencia, de Agres, Elche, Javea y Teulada-Moraira, en la provincia de Alicante, Yecla, en la provincia de Murcia, y Villarreal y Castellón de la Plana, en la provincia de Castellón.

### La Junta administrativa
La Junta administrativa ejercía el gobierno exclusivo del hospital hasta los años 60 en que se creó además la Junta facultativa. La Junta administrativa estaba compuesta por un presidente, un vicepresidente, un director médico y los vocales. Eran vocales natos el arcipreste de Alcira, la madre superiora de las Hijas de la Caridad de San Vicente de Paul y el Jefe local de Sanidad.
Desde los años 40 hasta los años 70, fueron presidentes de la Junta, José Durá Roig y Alfredo Suñer Oliver; vicepresidentes, José Tudela Ferrán y el doctor Miguel Rodríguez de Arellano Corbí; gerente, el doctor Abelardo Oliver Clari. Formaron parte como miembros natos de la misma Sor María Luisa Domingo Calvo y Sor Concepción Casado, el reverendo Francisco Albiol, el jefe local de Sanidad, Juan Calabuig Más y el presidente de la comisión de sanidad del Ayuntamiento, Octavio Daries. Fueron miembros electos de la Junta, entre otros, los tenientes de alcalde de Alcira Antonio Pastor Aracil y José Vila Onrubia, los concejales Ramón Flor Ortells y Germán Palop Gimeno, y los señores Agustín Forcadell Solé, Vicente Sifre Pelufo, Salvador montaner, José L. Martí, Enrique Montalvá, Gregorio Canet, Rafael Presencia y Francisco Colom. Fue secretario de la Junta Bernardo Pellicer Martínez y administrador Bernardo Martínez Segura.
Fueron directores médicos del hospital el doctor Lisardo Piera Rosario, desde 1940 hasta 1957, el doctor Vicente Ferrer Calatayud, desde 1957 hasta 1960, el doctor Enrique Montalvá Albentosa, desde 1960 hasta 1966, el doctor Miguel Rodríguez de Arellano Corbí, desde 1966 hasta 1976 y, por último, el doctor David Cuesta Caselles, desde 1977 hasta 1985. A partir de este momento se produjo su transferencia a la dirección de zona de la Seguridad social.

### La Junta facultativa
Fueron miembros de la Junta facultativa los doctores Rodríguez de Arellano, David Cuesta, José Aguilar López del Valle, Camilo Dolz, Antonio Gil, Salvador Sanchis, Miguel Presencia, José Luis Sebastiá Vila, Adrián Medina, Francisco Salvador, y Rafael Presencia Redal como secretario de la Junta.

## Clausura
El Hospital Santa Lucía fue adquirido en 1994 por la Generalidad Valenciana, que inició un proceso de cierre paulatino, que fue definitivo en 1997. Mantuvo su actividad asistencial durante setecientos años.